# Bruhn-Horch

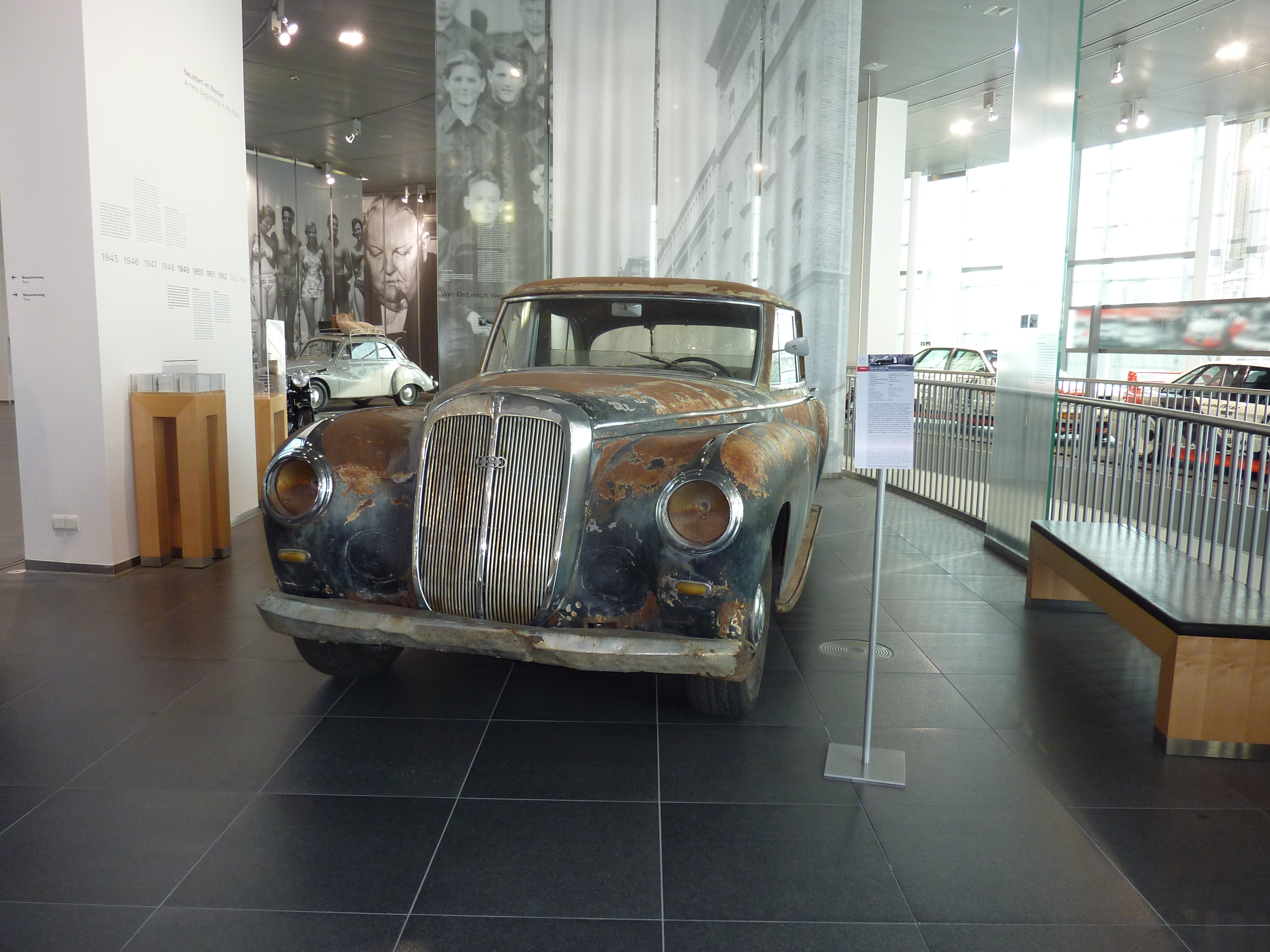
Der Bruhn-Horch im Audi museum mobile

Als Bruhn-Horch oder auch als der erste und letzte Horch aus Ingolstadt wurde ein Automobil bekannt, das als Unikat für Richard Bruhn auf dem Kastenprofilrahmen einer Zwickauer Vorkriegs-Pullman-Limousine vom Typ Horch 830 BL im Jahr 1953 in Handarbeit aufgebaut wurde.

## Geschichte
Die Limousine wurde Richard Bruhn im Juli 1953 zu seinem 67. Geburtstag übergeben und im November 1956, nachdem Bruhn in den Ruhestand gegangen war, an einen US-Soldaten verkauft. In dessen Besitz trug sie das Kennzeichen 7C72725-US.Forces in Germany, 1957. Der zweite Besitzer überführte das Fahrzeug in die USA. Nachdem 1967 ein Getriebeschaden aufgetreten war, kam der Wagen auf einen Autofriedhof in Texas. Der Betreiber der Anlage informierte seinen Schwager, den Autofan Al Wilson aus San Angelo, über das ungewöhnliche Fahrzeug und verkaufte ihm den Horch für 500 Dollar. Wilson stellte das Fahrzeug zunächst auf seinem Farmgelände ab, machte es aber in den späten 1970er Jahren wieder fahrbereit und zog Erkundigungen darüber in Deutschland ein, stieß jedoch zu diesem Zeitpunkt auf wenig Interesse und konnte keine Hinweise zur Identifizierung des Fahrzeugs bekommen. Nachdem das Getriebe erneut defekt geworden war, kümmerte sich Al Wilson nicht mehr um den Wagen. 2007 wurde Ralf Hornung von Al Wilsons Söhnen auf das Fahrzeug aufmerksam gemacht und kaufte es dem mittlerweile 78 Jahre alten Besitzer ab. Er ließ das Fahrzeug nach Ingolstadt transportieren, wo es zunächst unrestauriert und mit einem künstlich aufgebauten Wüsten-Ambiente im Audi museum mobile präsentiert wurde. Es war geplant, den Bruhn-Horch danach in den Originalzustand von 1953 zurückzuversetzen, doch dieses Vorhaben wurde nicht in die Tat umgesetzt und der Wagen ist weiterhin so in Ingolstadt zu sehen, wie Hornung ihn in San Angelo vorgefunden hat.

## Technik
Der Bruhn-Horch wurde in fünf Monaten aufgebaut. Die Blechteile der Pontonkarosserie wurden von ehemaligen Zwickauer Horch-Mitarbeitern mit einer Holzlehre gefertigt. Die Formensprache entsprach dem Zeitgeschmack.
Der Wagen wurde von einem V8-Motor angetrieben, dessen Leistung von 92 PS über die Kardanwelle auf die Hinterräder mit De-Dion-Doppelgelenkachse wirkte. Das Vierganggetriebe hat einen zuschaltbaren Autobahn-Ferngang. Das Fahrzeug, das eine Trennscheibe zwischen Chauffeur und Fahrgastraum und Leseleuchten im Fond besaß, erreichte eine Reisegeschwindigkeit von 120 km/h und eine Höchstgeschwindigkeit von 125 km/h. Der Verbrauch lag bei der Fahrzeugmasse von 2100 kg bei 19–20 Litern je 100 km. Der Tank fasste 75 Liter.